# Bad 25
Pour le film de Spike Lee, voir Bad 25.
Albums de Michael Jackson
This Is It
(2009) The Indispensable Collection
(2013)
Singles
1. I Just Can't Stop Loving You
Sortie : 1er juin 2012
2. Don't Be Messin' 'Round
Sortie : 5 juin 2012
3. Bad (Afrojack Remix) (DJ Buddha Edit)
Sortie : 14 aout 2012
4. I'm So Blue
Sortie : 1er octobre 2012

Bad 25 est un album posthume de Michael Jackson sorti en 2012 afin de célébrer le 25e anniversaire de l'album Bad (1987). Il s'agit du deuxième album de Michael Jackson réédité pour ses 25 ans, le premier étant Thriller 25 (2008).

## Présentation
Bad 25 comprend deux CD. Le premier reprend les onze titres de l'album Bad tandis que le second contient les treize pistes suivantes : huit chansons non retenues à l'issue des sessions d'enregistrement de l'album original (six chansons inédites plus Streetwalker et Fly Away), les versions espagnole et française de I Just Can't Stop Loving You, et trois remixes (deux remixes de Bad par le DJ hollandais Afrojack, dont un avec le rappeur Pitbull, ainsi qu'un remix de Speed Demon par Nero).
En plus des deux CD, le coffret deluxe Bad 25 inclut le DVD Michael Jackson: Live at Wembley July 16, 1988, un concert d'une durée de 118 minutes enregistré lors du Bad World Tour, avec le CD du concert réduit à 80 minutes. En fonction des pays, l'édition deluxe contient des suppléments (sticker, poster, vinyle, etc.).

## Liste des titres

### CD 1
1. Bad
2. The Way You Make Me Feel
3. Liberian Girl
4. Just Good Friends
5. Another Part Of Me
6. Man In The Mirror
7. I Just Can't Stop Loving You
8. Dirty Diana
9. Smooth Criminal
10. Leave Me Alone

| Disc 2: Bonus material | Disc 2: Bonus material | Disc 2: Bonus material | Disc 2: Bonus material | Disc 2: Bonus material | Disc 2: Bonus material | Disc 2: Bonus material | Disc 2: Bonus material | Disc 2: Bonus material | Disc 2: Bonus material |
| No                     | Titre | Durée                  |                        |                        |                        |                        |                        |                        |                        |
| ---------------------- | --- | ---------------------- | ---------------------- | ---------------------- | ---------------------- | ---------------------- | ---------------------- | ---------------------- | ---------------------- |
| 1.                     | Don't Be Messin' 'Round (Recorded in 1986 during the Bad sessions) | 4:18                   |                        |                        |                        |                        |                        |                        |                        |
| 2.                     | I'm So Blue (Recorded in 1987 during the Bad sessions) | 4:06                   |                        |                        |                        |                        |                        |                        |                        |
| 3.                     | Song Groove (A/K/A Abortion Papers) (Recorded in 1987 during the Bad sessions) | 4:26                   |                        |                        |                        |                        |                        |                        |                        |
| 4.                     | Free (Recorded in 1987 during the Bad sessions) | 4:24                   |                        |                        |                        |                        |                        |                        |                        |
| 5.                     | Price of Fame (Recorded in 1986–87 during the Bad sessions) | 4:32                   |                        |                        |                        |                        |                        |                        |                        |
| 6.                     | Al Capone (Recorded in 1985 or 1986 during the Bad sessions) | 3:33                   |                        |                        |                        |                        |                        |                        |                        |
| 7.                     | Streetwalker (3 versions were recorded in 1986, 1987 and 1988; this version produced by Bill Bottrell was recorded in 1988 shortly after the Bad sessions) (Previously released on the 2001 special edition of Bad) | 5:52                   |                        |                        |                        |                        |                        |                        |                        |
| 8.                     | Fly Away (Recorded in 1987 during the Bad sessions) (Previously released on the 2001 special edition of Bad) | 3:26                   |                        |                        |                        |                        |                        |                        |                        |
| 9.                     | Todo mi amor eres tú (duet with Siedah Garrett) (Spanish version of "I Just Can't Stop Loving You"; previously released on the 2001 special edition of Bad)                                                         | 4:04                   |                        |                        |                        |                        |                        |                        |                        |
| 10.                    | Je ne veux pas la fin de nous (French version of "I Just Can't Stop Loving You") | 4:07                   |                        |                        |                        |                        |                        |                        |                        |
| 11.                    | Bad (Remix by Afrojack featuring Pitbull – DJ Buddha Edit) | 4:26                   |                        |                        |                        |                        |                        |                        |                        |
| 12.                    | Bad (Remix by Afrojack – Club Mix) | 7:31                   |                        |                        |                        |                        |                        |                        |                        |
| 13.                    | Bad (édition japonaise) ((Live at Yokohama Stadium September 1987)) |                        |                        |                        |                        |                        |                        |                        |                        |
| 56:09                  | |                        |                        |                        |                        |                        |                        |                        |                        |

## Promotion et accueil
Niveau promotion, l'album a bénéficié d'une publicité de la part de Pepsi qui a imprimé dans le cadre de sa campagne « Live for Now » un milliard de canettes avec une photo de Jackson issue du clip de Smooth Criminal. Aux États-Unis, Sony Music et The Estate of Michael Jackson, en partenariat avec BET, se sont mis d'accord pour la diffusion d'une émission spéciale intitulée Bad 25: The Short Films of Michael Jackson, qui présente tous les clips de l'album Bad. L'émission fut diffusée le 18 septembre 2012.
Par ailleurs, le documentaire Bad 25 de Spike Lee accompagna la sortie de l'album. Il fut diffusé à la télévision américaine sur ABC le 22 novembre, puis au Royaume-Uni et en Irlande sur BBC 2 le 1er décembre. Il sera diffusé dans d'autres pays par la suite (ex : sur Arte en France).
Bad 25 a reçu un bon accueil de la part du public (plus d'un million d'exemplaires vendus dans plus de vingt-cinq pays lors de sa première semaine de sortie). Il a été classé premier aux États-Unis dans le Billboard Top Pop Catalog Albums ainsi qu'en Italie dans l'Italian Albums Chart. L'album a reçu des critiques globalement positives, excepté envers les remixes qui ont été jugés de mauvaise qualité.

## Descriptif des titres inédits

### Don't Be Messin' Round
C'est une chanson qui a déjà sa petite histoire auprès des fans. En juillet 2009, le légendaire Bruce Swedien, ingénieur du son de longue date du « Roi de la Pop », avait répondu aux questions du chroniqueur Roger Friedman. Il lui avait alors déclaré que Don't Be Messin' Round était incroyable : « Michael joue du piano dessus et c'est tout simplement beau. [...] Oh mon dieu, il n'y a rien de comparable. » La chanson s'est souvent retrouvée sur la console de mixage. Elle fut travaillée dès les sessions de Thriller (avec l'ingénieur du son Brent Averill) puis lors de celles de Bad au « home studio » de Michael à Hayvenhurst ou aux studios Westlake (avec Matt Forger et Bill Bottrell). Mise de côté, la chanson sera retravaillée lors des sessions de Dangerous et d'HIStory mais elle ne les intégrera jamais. La version sur Bad 25 est celle de 1986, laissée en l'état, Matt Forger s'étant occupé du mixage : « J'ai effectué le mix de Don't Be Messin' Round à partir des bandes de l'époque. Aucune nouvelle partie ne fut autorisée, même pas celles conçues après 1987 sous la houlette de Michael. »
Composée, produite et arrangée par Michael Jackson qui a guidé la plupart des parties instrumentales — y compris la partie piano de Jonathan Maxey dans le « bridge » et les sons de guitare funky de David Williams — Don't Be Messin' Round fait partie de ces démos sur lesquelles le « Roi de la Pop » a pris soin de poser pas mal d'idées mélodiques et rythmiques. Ainsi, les accords et la rythmiques donnent une ambiance ensoleillée, une sorte de funk paresseux qui rappelle à certains moments la démo de P.Y.T. La mélodie groovy emprunte par moments quelques accents au titre Streetwalker. Les paroles sont quant à elles parfois chantées en « yaourt ». Avant d'en faire une démo de moins de 5 minutes susceptible d'intégrer Bad, Don't Be Messin' Round durait presque 8 minutes.

### I'm So Blue
Michael Jackson a travaillé I’m So Blue avec Matt Forger et Bill Bottrell. Les instruments qui composent la musique sont un piano, des synthétiseurs, un harmonica synthétiseur (joué par le claviériste John Barnes) et une caisse claire. Il s’agit d’un titre mid-tempo avec des arrangements doux dont l’harmonica, par sa tonalité, fera penser à celui de Stevie Wonder. Forger a confié que « Stevie avait une grande place dans la vie de Michael. Il n’est pas rare de voir cette influence dans son travail ».
Michael exprime beaucoup de tendresse sur cette ballade qui évoque la dépression causée par une histoire d'amour qui se termine mal. L'intro met instantanément dans l'ambiance et la voix de Michael, dès les premières lignes, reflète la tristesse de l'histoire. Le refrain est quant à lui très simple et mélancolique (« chadada dada dada »). Pour les fans, I’m So Blue fait penser à Blues Away (première chanson composée et écrite par Michael Jackson), présente sur l'album The Jacksons (1976), et qui parle du même sujet.

### Song Groove
Cette démo traite de la délicate question de l’avortement. Son titre aurait dû être Abortion Papers (paroles du refrain) mais, pour l’anecdote, il y a eu une confusion lors de l’archivage et sur la boîte contenant l’audio il y avait marqué un autre titre : Song Groove. La chanson raconte l’histoire d’une jeune fille en conflit avec son éducation dans une famille profondément religieuse. Michael Jackson ne voulait pas prendre position sur le thème abordé mais simplement décrire une question compliquée en essayant de ne pas offenser les femmes qui peuvent faire face une telle situation. C'est une musique dynamique avec une instrumentale lourde et une grosse caisse, proche du style du titre Dangerous (1991), avec un son mécanique et métallique. La chanson, notamment travaillée avec Brian Malouf, a été enregistrée en deux parties qui ont été assemblées pour Bad 25.

### Free
Une ballade joyeuse, simple et efficace où l'on ressent une envie de liberté. Matt Forger estime que : « C’est un titre plutôt brut et simple mais il reflète l’esprit et la joie de Michael. Ce morceau montre un Michael Jackson dans son élément et faisant ce qu’il aimait faire ».

### Price of Fame
La chanson parle du « prix de la célébrité », c'est-à-dire des conséquences négatives que celle-ci implique, un thème développé dans d'autres titres de Michael Jackson, tels que Leave Me Alone, autre titre de la période Bad. Chanson rythmée, elle a été construite sur une base de ska/reggae, l'une des rares incursions de l'artiste dans ce genre. Le thème musical de la chanson devait faire partie d'une campagne publicitaire avec Pepsi avant d'être finalement remplacé par celui de Bad dans une publicité intitulée The Chase.

### Al Capone
Selon Bill Bottrell : « Voilà un parfait exemple de chanson dite work in progress. Michael a souvent opéré de la sorte, il s’installe sur un projet de longs mois en ajustant le concept, modifiant les paroles ou la mélodie. La ligne de basse sur Al Capone a naturellement donné naissance à Smooth Criminal. La thématique du gangster se concentre au fil du temps moins sur la figure historique qu'était Al Capone que sur le développement d'une situation et d'une histoire précises. On peut également clairement entendre Michael expérimenter ses célèbres vocalises staccato, ce phrasé très rapide que l'on entendra plus tard dans la chanson finalisée ». La partie instrumentale est jouée uniquement au synthétiseur et la voix de Michael Jackson est d'une tonalité plutôt grave.